# Władysława Sproge
Władysława Sproge (ros. Владислава Наполеоновна Спроге, łot. Vladislava Sproģe, ur. 10 grudnia 1918 w guberni witebskiej, zm. 2006 w gminie Jaunpils) – pracownica kołchozu (dójka), radziecka polityk, Bohater Pracy Socjalistycznej (1966).

## Życiorys
Urodziła się w biednej polskiej rodzinie chłopskiej w okupowanej przez Cesarstwo Niemieckie guberni witebskiej. Miała wykształcenie podstawowe, wcześnie zaczęła pracować, od wieku 14 lat pracowała na roli. Podczas wojny ZSRR z Niemcami pozostawała na okupowanym terytorium, w 1947 wstąpiła do rolniczej arteli (kołchozu) w powiecie tukumskim (od 1949: rejonie tukumskim), gdzie początkowo również pracowała na roli, a od 1952 była dójką. Pozyskiwała od krów wyjątkowo dużo mleka, zostając przodownicą pracy i otrzymując 22 marca 1966 tytuł Bohatera Pracy Socjalistycznej oraz Order Lenina. W latach 1966–1970 pełniła mandat deputowanej do Rady Narodowości Rady Najwyższej ZSRR 7 kadencji.